# Titularbistum Tubusuptu
Tubusuptu ist ein Titularbistum der römisch-katholischen Kirche.
Die in Nordafrika gelegene Stadt war ein alter römischer Bischofssitz, der im 7. Jahrhundert mit der islamischen Expansion unterging. Er lag in der römischen Provinz Numidien.
| Titularbischöfe von Tubusuptu |                                   |                                                                             |                   |                   |
| Nr.                           | Name                              | Amt                                                                         | von               | bis               |
| 1                             | Alphonse Marie Van den Bosch CSsR | emeritierter Bischof von Matadi (Demokratische Republik Kongo)              | 18. Dezember 1965 | 26. März 1973     |
| 2                             | Armando Trindade                  | Weihbischof in Lahore (Pakistan)                                            | 5. Juli 1973      | 10. Juli 1975     |
| 3                             | Raphaël Nguyễn Văn Diệp           | Koadjutorbischof von Vĩnh Long (Vietnam)                                    | 15. August 1975   | 20. Dezember 2007 |
| 4                             | José Javier Travieso Martín CMF   | Weihbischof in Trujillo Apostolischer Vikar von San José de Amazonas (Peru) | 7. Januar 2009    |                   |